# Petroc
Petroc es un santo cristiano celta del siglo VI. 
Fue el hijo más joven del rey Glywys de Glywysing. Optó por la vida religiosa, y se fue a estudiar en Irlanda. Varios años después desembarcó en River Camel en Cornualles. Fue a la ermita de Wethnoc, quien dio su respaldo para fundar un monasterio en el sitio. 
Después de 30 años como abad, Petroc viajó a Roma, y a Jerusalén, y por último a India donde vivió siete años en una isla en el Océano Índico. Petroc regresó a Bretaña con la compañía de un lobo que él se había encontrado en India. 
Abandonó su monasterio y se fue a Llanwethinoc para vivir como un ermitaño en los bosques de Nanceventon, algunos monjes siguieron su ejemplo. Con el apoyo de rey Constantino de Dumnonia, estableció un monasterio llamado Bothmena (la Morada de Monjes) en Cornualles. 